# Ursus (wodka)
Ursus is een van oorsprong IJslands wodkamerk. De samenstelling is begin 20ste eeuw ontwikkeld.

## Beschrijving
Het merk werd van 1995 tot 2005 gedistilleerd en gebotteld in Nederland door Distillery De Hoorn BV en gedistribueerd door Ursus Vodka Company NV vanuit Hoorn. In 2005 werd het merk Ursus overgenomen door Diageo waar het vandaag de dag wordt geproduceerd.
Naast Ursus Vodka produceerde Distillery De Hoorn ook Ursus Roter, Ursus Lemon en Ursus Blackcurrant.

## Soorten Ursus
- Ursus Vodka (40% alcohol)
- Ursus Roter (sleedoornbes, 21% alcohol)
- Ursus Lemon (limoen, 40% alcohol)
- Ursus Blackcurrant (zwarte bes, 40 % alcohol)
- Ursus Classic (50% alcohol)